# ポルボ・ア・フェイラ

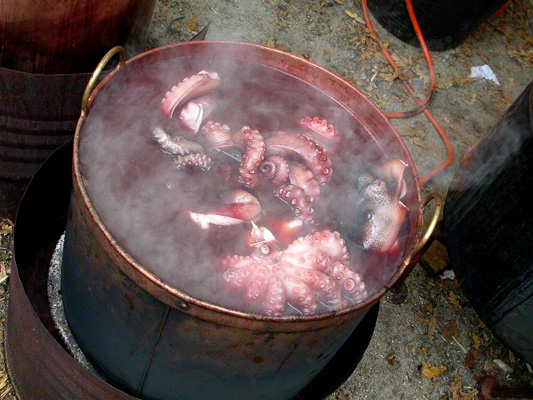
タコを茹でる工程

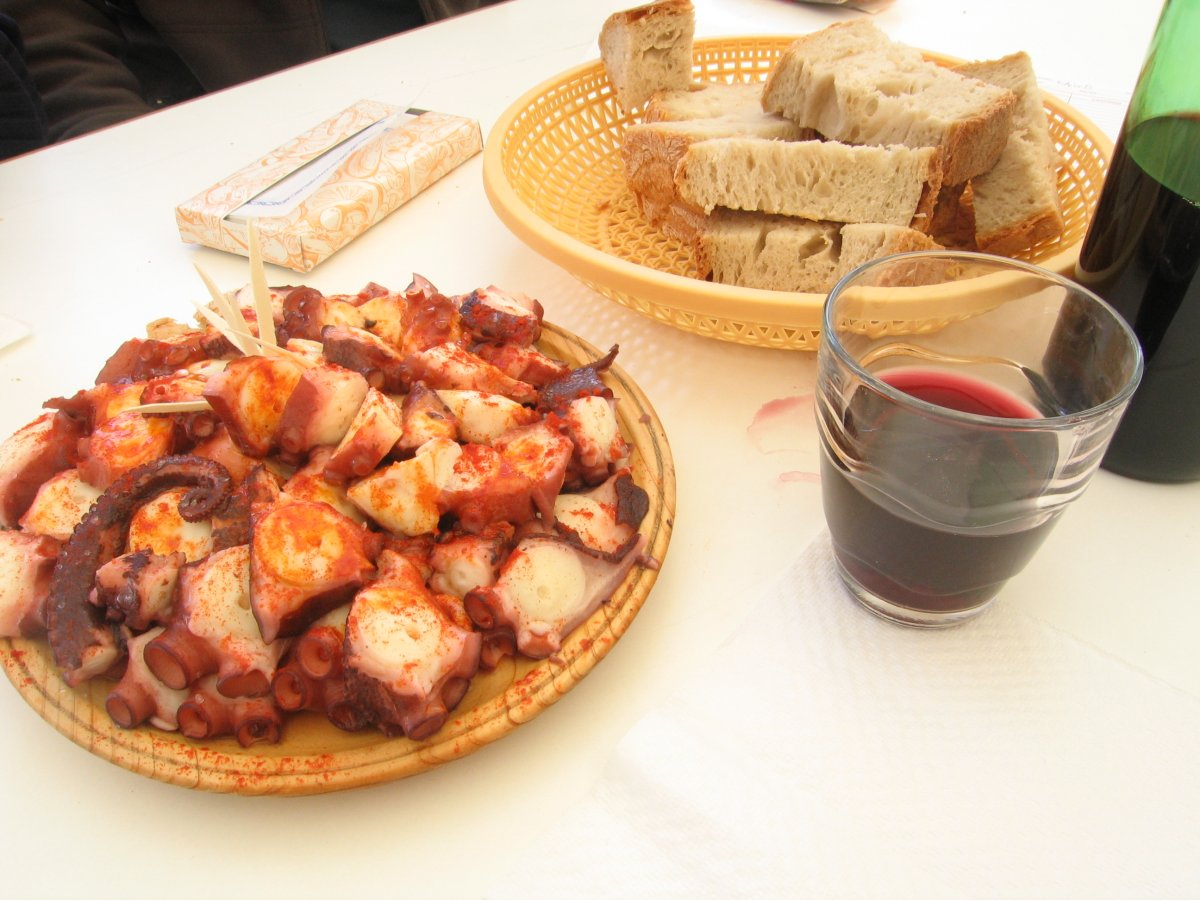
パン、ワインと共に提供されるポルボ・ア・フェイラ

ポルボ・ア・フェイラ (ガリシア語: polbo á feira) は、タコを用いたスペイン・ガリシア州の伝統料理である。ポルボ・ア・フェイラとは「正調タコ料理」といった意味で、pulpo estilo feira ともいう。ガリシア州以外のスペイン語圏ではタコのガリシア風を意味するプルポ・ア・ラ・ガジェーガ (pulpo a la gallega) という名前で知られる。現在ではスペイン国内で広く親しまれており、スペインではタベルナやバルの定番料理のひとつに位置づけられている。

## 調理法
ポルボ・ア・フェイラの調理は、まず銅の釜でタコを茹でることから始まる。タコ全体を茹でる前に、頭を持って足を湯に3度浸す。こうすることで足の先を丸める。足は頭より好まれており、頭は捨てられてしまうこともある。タコが茹であがったらハサミでおよそ1センチメートルの厚さに切り分け、粗塩とパプリカパウダー (パプリカには甘いものと辛いものがあるが、両方とも使う。ガリシアでは甘いものを pemento、辛いものを pemento picante という) をまぶしオリーブオイルを垂らす。調理するうえでもっとも重要なのは、生のグニグニした食感が残ってはいけないが、茹ですぎてもいけないということである。ちょうどイタリア料理でパスタをアルデンテにするのと考えとしては似ている。そのためには、およそ40分から90分茹でた後、釜を火からおろし、そのままさらに湯の中で20分タコを置いておくとよい。
ポルボ・ア・フェイラは伝統的にパンや薄くスライスした茹でジャガイモ (ガリシア語: cachelos) とともに木の皿で供される。伝統では、タコを食べるときに水を飲んではいけないことになっているため、この料理はガリシア産赤ワインの若いものと食べるのが一般的である。また、地域によっては衛生上の理由から伝統的な木の皿が見られなくなっていたり、玉ねぎとピーマンのみじん切りを炒めたものを添えるなどレシピに多少の変化があったりすることもある。

## 文化
ガリシア一帯で伝統的にこの料理が見られるのは、タコが干物として内陸でも利用できたということが大きい。ここ数十年で、冷凍タコが干物にとってかわった。生のタコは現在でもあまり頻繁には用いられない。これは、生ダコを使う場合、出来上がりがゴムのような食感になるのを防ぐため、加熱調理の前にじゅうぶんに叩く必要があるためである。この工程は冷凍ものの場合省略することができる。また、タコはほかの魚介類と異なり冷凍しても味などに影響がないのもその理由である。
ガリシア州オウレンセ県やルーゴ県はタコ料理がおいしいことで評判である。ポルボ・ア・フェイラはルーゴの守護聖人 San Froilán にちなんだお祭りの象徴的な料理になっている。ガリシアにはこの料理専門の料理人もおり、通常は女性であるこの料理人たちは「ポルベイラス」(ガリシア語: polbeiras) と呼ばれる。近代以降、地方の伝統的な縁日がすたれると、ポルベリアス (タコ料理レストラン) がガリシア中で大量に発生した。ポルベイラスは洗練されたレストランというよりは、気の置けない即席料理屋であることが多い。